# Воронецкий сельсовет (Липецкая область)
Воронецкий сельсовет — сельское поселение в Елецком районе Липецкой области Российской Федерации.
Административный центр — село Воронец.

## История
Статус и границы сельского поселения установлены Законом Липецкой области от 23 сентября 2004 года № 126-ОЗ «Об установлении границ муниципальных образований Липецкой области»

## Население
| 2010  | 2012  | 2013  | 2014  | 2015  | 2016  | 2017  |
| ----- | ----- | ----- | ----- | ----- | ----- | ----- |
| 1982  | ↘1924 | ↘1889 | ↘1873 | ↘1853 | ↘1847 | ↘1819 |
| 2018  | 2021  |       |       |       |       |       |
| ↗1825 | ↗1879 |       |       |       |       |       |

## Состав сельского поселения
| № | Населённый пункт      | Тип населённого пункта       | Население |
| - | --------------------- | ---------------------------- | --------- |
| 1 | Большая Александровка | деревня                      | 60        |
| 2 | Быковка               | деревня                      | 149       |
| 3 | Воронец               | село, административный центр | ↘1153     |
| 4 | Красный Хутор         | деревня                      | 9         |
| 5 | Паниковец             | село                         | 325       |
| 6 | Приречье              | деревня                      | 16        |
| 7 | Семичастное           | деревня                      | ↘2        |
| 8 | Чернышевка            | деревня                      | 268       |